# Grupo literario Paitanás
El Grupo literario Paitanás fue un movimiento literario chileno, de diversos escritores de la ciudad de Vallenar y sus alrededores.

## Historia
Fue gestado por los escritores Benigno Ávalos y el poeta Hugo Ramírez, alrededor de 1965.
Al constituirse, se sumó el poeta Erasmo Bernales Gaete, quien ejerció como presidente. Vallenar vivía entonces su mayor, múltiple y consistente época de desarrollo cultural. El grupo sumó varios otros integrantes: Jorge Zambra, Kabur Flores, René Castro Callejas, Lionel Olivares, Luis Hormazábal, Enrique Olivares, Jorge Espinoza-Román, Juan Jelincic, Herman Montaña, Osvaldo González Britez, María Véliz Alcayaga, Luis Cortés Ovalle, Juan Córdova, Francisco Ríos Cortés y otros.
La tensión política chilena del comienzo de la década de 1970 también llegó a la entidad. Ello y una conducción no afortunada y finalmente el Golpe de Estado de 1973, hizo insostenible la existencia del grupo.

## Obras
La institución fue muy activa en sus pocos años de vida:
- Auspició el Concurso nacional de Cuentos
- Efectuó Jornadas de Extensión Cultural
- Efectuó charlas
- Obsequió bibliotecas populares
- Convocó a concursos literarios
- Colaboró en la realización de escuelas de temporadas
- Editó la revista literaria «Paitanás» (1967-1970, 4 números), la más destacada de la literatura del Huasco.